# Списак римских династија
Ово је списак династија које су владале Римским царством и његова два наследна пандана, Западним римским царством и Источним римским царством. Династије држава које су полагале право на правно наслеђивање Римског царства нису укључене у овај списак.

## Списак римских династија
| Династија                         | Период владања       | Период владања       | Период владања       | Владари                                         | Владари                                       | Владари                      |
| Династија                         | Почетак              | Крај                 | Укупно               | Први владалац                                   | Последњи владалац                             | Списак / Породично стабло    |
| Династије Принципата              | Династије Принципата | Династије Принципата | Династије Принципата | Династије Принципата                            | Династије Принципата                          | Династије Принципата         |
| --------------------------------- | -------------------- | -------------------- | -------------------- | ----------------------------------------------- | --------------------------------------------- | ---------------------------- |
| Јулијевско-клаудијевска династија | 27. п. н. е.         | 68 н.е.              | 95 година            | Октавијан Август                                | Нерон                                         | (списак) (стабло)            |
| Флавијевска династија             | 69 н.е.              | 96 н.е.              | 27 година            | Веспанзијан                                     | Домицијан                                     | (списак) (стабло)            |
| Антонинска династија              | 96 н.е.              | 192 н.е.             | 96 година            | Нерва                                           | Комод                                         | (списак) (стабло)            |
| Севери                            | 193 н.е.             | 235 н.е.             | 41 година            | Септимије Север                                 | Александар Север                              | (списак) (стабло)            |
| Гордијанска династија             | 238 н.е.             | 244 н.е.             | 6 година             | Гордијан I                                      | Гордијан III                                  | (списак) (стабло)            |
| Династије Домината                |                      |                      |                      |                                                 |                                               |                              |
| Константинова династија           | 305 н.е.             | 363 н.е.             | 58 година            | Констанције I (Западни) Констанције I (Источни) | Јулијан Флавије Клаудије (Западни и Источни)  | (списак) (стабло)            |
| Валентијанова династија           | 364 н.е.             | 392 н.е.             | 28 година            | Валентинијан I (Западни и Источни)              | Валенс (Источни) Валентинијан II (Западни)    | (списак) (стабло)            |
| Теодосијева династија             | 379 н.е.             | 457 н.е.             | 78 година            | Теодосије I (Западни и Источни)                 | Валентинијан III (Западни) Маркијан (Источни) | (списак) / (list E) (стабло) |
| Источне (византијске) династије   |                      |                      |                      |                                                 |                                               |                              |
| Леонидска династија               | 457 н.е.             | 518 н.е.             | 61 година            | Лав I                                           | Анастасије I                                  | (списак) (стабло)            |
| Јустинијанова династија           | 518 н.е.             | 602 н.е.             | 84 година            | Јустин I                                        | Маврикије и Теодосије                         | (списак) (стабло)            |
| Ираклијева династија              | 610 н.е.             | 711 н.е.             | 91 година            | Ираклије I                                      | Јустинијан II и Тиберије                      | (списак) (стабло)            |
| Исавријска династија              | 717 н.е.             | 802 н.е.             | 85 година            | Лав III Исавријанац                             | Ирина                                         | (списак) (стабло)            |
| Нићифорска династија              | 802 н.е.             | 813 н.е.             | 11 година            | Нићифор I                                       | Михаило I Рангабе и Теофилакт                 | (списак) (стабло)            |
| Аморијска династија               | 820 н.е.             | 867 н.е.             | 47 година            | Михаило II Аморијац                             | Михаило III Аморијац                          | (списак) (стабло)            |
| Македонска династија              | 867 н.е.             | 1056 н.е.            | 189 година           | Василије I Македонац                            | Theodora Porphyrogenita                       | (списак) (стабло)            |
| Комнинска династија               | 1057 н.е.            | 1185 н.е.            | 106 година           | Исак I Комнин                                   | Андроник I Комнин и Јован Комнин              | (списак) (стабло)            |
| Династија Дука                    | 1059 н.е.            | 1078 н.е.            | 19 година            | Константин X Дука                               | Михаило VII Дука                              | (списак) (стабло)            |
| Династија Анђела                  | 1185 н.е.            | 1204 н.е.            | 19 година            | Исак II Анђел                                   | Алексије IV Анђел                             | (списак) (стабло)            |
| Династија Ласкариса               | 1204 н.е.            | 1261 н.е.            | 57 година            | Теодор I Ласкарис                               | Јован IV Ласкарис                             | (списак) (стабло)            |
| Династија Палеолога               | 1259 н.е.            | 1453 н.е.            | 194 година           | Михаило VIII Палеолог                           | Константин XI Палеолог Драгаш                 | (списак) (стабло)            |

## Белешке
1. ↑  Пошто је усвајање било широко распрострањено међу вишим класама, неки римски монарси нису били директно биолошки повезани са својим претходницима упркос припадности истој династији. На пример, други цар Јулијско-Клаудијеве династије, Тиберије, заправо је био усвојени син оснивача династије, Августа.
2. ↑  Нерва–Антонинова династија се понекад дели на династију Нерва–Антонинова династија и династију Нерва–Трајан.
3. ↑  The rule of the Severan dynasty was interrupted between 217 CE and 218 CE. Caracalla was the last ruler before the interregnum. Elagabalus was the first ruler after the interregnum.
4. ↑  The Constantinian dynasty is also known as the "Neo-Flavian dynasty".
5. 1 2  Constantius III (through marriage) and Valentinian III (through matrilineal descent) are sometimes considered part of both the Valentinianic and Theodosian dynasties. If included in the Valentinianic dynasty, that dynasty also ruled in 421, and in 425–455. This would bring the dynasty's end date to 455 and its total "term" to 59 years.
6. ↑  Maurice and Theodosius reigned as co-rulers.
7. ↑  The rule of the Heraclian dynasty was interrupted between 695 CE and 705 CE. Justinian II was both the last ruler before the interregnum and the first ruler after the interregnum.
8. ↑  Justinian II and Tiberius reigned as co-rulers.
9. ↑  The Isaurian dynasty is also known as the "Syrian dynasty".
10. ↑  Michael I Rangabe and Theophylact reigned as co-rulers.
11. ↑  The Amorian dynasty is also known as the "Phrygian dynasty".
12. ↑  The Komnenid dynasty also ruled the Empire of Trebizond between 1204 and 1461.
13. ↑  The rule of the Komnenid dynasty was interrupted between 1059 CE and 1081 CE. Isaac I Komnenos was the last ruler before the interregnum. Alexios I Komnenos was the first ruler after the interregnum.
14. ↑  Andronikos I Komnenos and John Komnenos reigned as co-rulers.
15. ↑  Након Четвртог крсташког рата, династија Ласкариди из Никејског царства је традиционално прихваћена од стране историчара као легитимни наставак Римског царства, углавном зато што је 1261. године повратила Цариград, Нови Рим.[16] Међутим, током периода између 1204–1261. године, постојале су четири ривалске династије — поред Ласкарида у Никеји, то су били Латински цареви „Фландријске династије“ у Цариграду,[17] Анђели из Епира и Мегалокомнени из Трапезундског царства—који су подједнако полагали право на византијско царство.